# Летопись (журнал)
«Летопись» — ежемесячный литературный, научный и политический журнал, издавался в Петрограде в 1915—1917 годах. Одним из основателей журнала был Максим Горький. Издатель — A. Н. Тихонов. Редакция и авторы этого издания по политическим воззрениям принадлежали преимущественно к социал-демократическому лагерю среди них М. Горький, Ю. Мартов, А. Ерманский, А. В. Луначарский, Михаил Павлович (псевдоним М. Л. Вельтмана), М. Смит, А. Коллонтай, Станислав Вольский (псевдоним А. В. Соколова), М. Покровский, Л. Каменев и другие. В отделе художественной литературы печатались И. Бунин, С. Есенин, В. Маяковский, Е. Замятин, А. Блок, И. Бабель, Э. Верхарн, Д. Лондон, Г. Уэллс; одним из авторов был К. Тимирязев В конце 1917 года журнал прекратил своё существование.
Параллельно с журналом в 1917—1918 годах издавалась также и газета «Новая жизнь», в редакцию которой входили все основные участники редакции журнала. Запуск этого издания позволил его редакции перевести обсуждение общественно-политических вопросов на страницы газеты, оставив за журналом вопросы литературы и искусства. Газета ненамного пережила журнал и прекратила существование в 1918 г.

## электронные копии выпусков журнала
- 1915, N°1 (декабрь) Президентская Библиотека России
- 1916, N°1 Hathitrust Harvard = Internet Archives, Президентская Библиотека России
- 1916, N°2 Hathitrust Harvard = Internet Archives, Президентская Библиотека России
- 1916, N°3 Президентская Библиотека России
- 1916, N°4 Президентская Библиотека России
- 1916, N°5 Hathitrust Harvard = Internet Archives, Президентская Библиотека России
- 1916, N°6 Hathitrust Harvard = Internet Archives, Президентская Библиотека России
- 1916, N°7 Hathitrust Harvard = Internet Archives, Президентская Библиотека России
- 1916, N°8 Президентская Библиотека России
- 1916, N°9 Президентская Библиотека России
- 1916, N°10 Hathitrust Harvard = Internet Archives, Президентская Библиотека России
- 1916, N°11 Hathitrust Harvard = Internet Archives, Президентская Библиотека России
- 1916, N°12 Hathitrust Harvard = Internet Archives, Президентская Библиотека России
- 1917, N°1 Hathitrust Harvard = Internet Archives, Президентская Библиотека России
- 1917, N°2/4 Hathitrust Harvard = Internet Archives, Президентская Библиотека России
- 1917, N°5/6 Президентская Библиотека России
- 1917, N°7/8 Президентская Библиотека России
- 1917, N°9/12 Президентская Библиотека России